# أنوب ديساي
أنوب ديساي (بالإنجليزية: Anoop Desai)‏ هو مغني أمريكي، ولد في 20 ديسمبر 1986 في كاري في الولايات المتحدة.

## وصلات خارجية
- الموقع الرسمي
- أنوب ديساي على موقع IMDb (الإنجليزية)
- أنوب ديساي على موقع ميوزك برينز (الإنجليزية)
- أنوب ديساي على موقع قاعدة بيانات الفيلم (الإنجليزية)